# Werfer-Brigade 2
Die Werfer-Brigade 2 war eine deutsche Nebelwerfer-Brigade im Zweiten Weltkrieg.

## Brigadegeschichte
Am 31. Mai 1942 wurde im Wehrkreis XI in Celle der Kommandeur der Nebeltruppe 2 eingerichtet. Dieser wurde für die Aufstellung der Werfer-Brigade 2 verwendet.
Die Werfer-Brigade 2 wurde am 1. März 1944 durch die Umgliederung mit dem schweren Werfer-Regiment 3 und dem Werfer-Regiment 70 durch den Wehrkreis X mit Friedensstandort Bremen (ab 1945 Munsterlager) aufgestellt.
Die Werfer-Brigade 2 war als Heerestruppenteil in Russland und später in Samland eingesetzt.
Im November 1944 wurde die Werfer-Brigade 2 in die Volks-Werfer-Brigade 2 umbenannt. Im Winter 1944/45 wurde die Brigade aufgelöst. Der Stab kam nach Celle und die Regimenter wurden der Armeeabteilung Samland zugewiesen. Zu Kriegsende war der Stab der Werfer-Brigade 2 aufgelöst und die zwei Regimenter wurden eigenständig eingesetzt (Werfer-Regiment 3 unter Oberst d. R. Hubert Burkhardt; Werfer-Regiment 70 unter Oberstleutnant/Oberst Maertens).
Über das Bestehen war der Oberst Werner Büning Kommandeur der Brigade, welcher anschließend bis Kriegsende die Werfer-Brigade 4 führte. 